# El Viejo (Nicarágua)
El Viejo é uma cidade e município da Nicarágua, situada no departamento de Chinandega. Tem 1,275 km² de área e sua população em 2020 foi estimada em 88.439 habitantes.